# Cradock
Cradock is een plaats in de Zuid-Afrikaanse provincie Oost-Kaap.
Cradock telt ongeveer 37.000 inwoners.

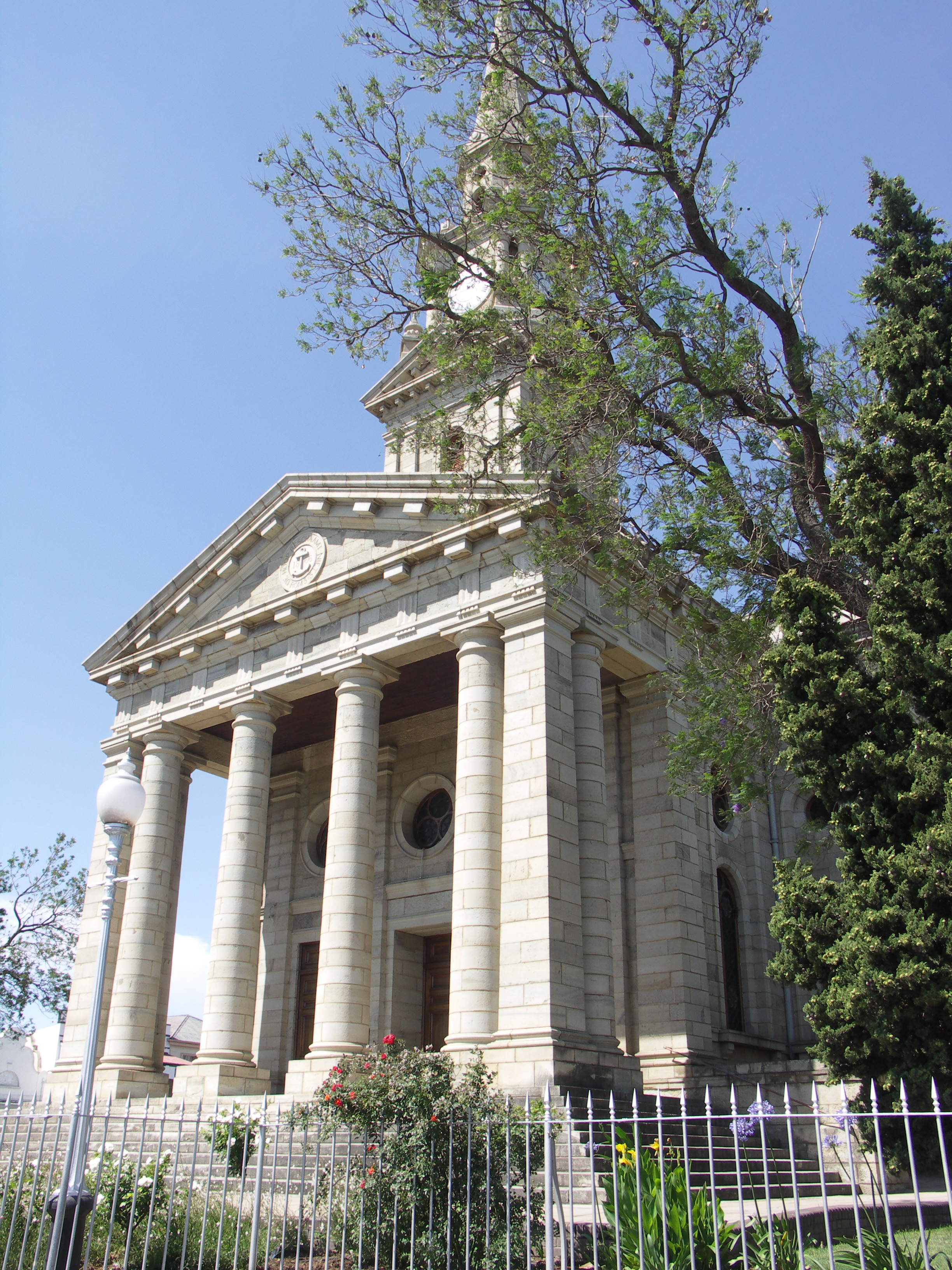
NG-kerk in Cradock

## Subplaatsen
Het nationaal instituut voor de statistiek, Stats SA, deelt sinds de census 2011 deze hoofdplaats in in 4 zogenaamde subplaatsen (sub place):
Cradock SP • Hillside • Lingelihle SP • Michausdal.